# CAPSTONE (nave espacial)
CAPSTONE (Cislunar Autonomous Positioning System Technology Operations and Navigation Experiment) (Experimento de operaciones y navegación de tecnología del sistema de posicionamiento autónomo cislunar, en español) es un orbitador lunar que probará y verificará la estabilidad orbital planificada para la estación Lunar Gateway. 
Su lanzamiento, planeado en principio para diciembre del año 2020, se postergó hasta junio de 2022.
La nave espacial es un pequeño CubeSat que también probará un sistema de navegación que medirá su posición en relación con el Orbitador de Reconocimiento Lunar (LRO) de la NASA sin depender de estaciones terrestres.

## Visión general
Lunar Gateway es una estación espacial en desarrollo en órbita lunar destinada a servir como centro de comunicaciones con energía solar, laboratorio de ciencias, módulo de habitación a corto plazo y área de espera para rovers y otros robots. Jugaría un papel importante en el programa Artemis de la NASA. 
Las simulaciones por computadora indican que esta órbita ofrece estabilidad a largo plazo con un mínimo mantenimiento de la estación orbital, mediante el uso de un punto de equilibrio preciso en las gravedades de la Tierra y la Luna que ofrece una trayectoria estable.
El objetivo principal de la misión CAPSTONE es verificar las simulaciones de estabilidad orbital calculadas para Lunar Gateway. CAPSTONE será la primera nave espacial en operar en esa órbita lunar única. La nave también probará un sistema de navegación llamado Sistema de Posicionamiento Autónomo Cislunar (CAPS), que medirá su posición en relación con el Orbitador de Reconocimiento Lunar (LRO) de la NASA sin depender de estaciones terrestres.  

## Nave espacial
El orbitador es un CubeSat de 12 unidades. El contrato de USD $13.7 millones fue otorgado a una compañía privada llamada Advanced Space en septiembre de 2019 a través de un contrato federal de Investigación de Innovación en Pequeñas Empresas (SBIR). Advanced Space gestionará la gestión general del proyecto y algunas de las tecnologías clave de la nave espacial, incluido su sistema de navegación de posicionamiento CAPS, mientras que Tyvak Nano-Satellite Systems desarrollará y construirá la nave espacial y sus sistemas de propulsión.  
La NASA anunció en febrero de 2020 que CAPSTONE se lanzaría en Electron, siendo previsto en primera instancia para finales de ese año. CAPSTONE pasará seis meses recolectando datos durante esta demostración. No obstante, sucesivos postergamientos, atrasaron la fecha hasta mediados de junio de 2022.